# Zun
Zun fou una divinitat del districte de Zamindawar (equivalent a part del modern Afganistan).
El governador de Sistan Abd al-Rahman ibn Samura (supeditat a Abd Allah ibn Amir del Khurasan), va atacar Zamindawar el 654/655 i va assaltar el turó de Zun on hi havia el santuari de la deïtat. L'ídol fou destruït i Ibn Samura va dir al marzban local que així demostrava la impotència del seu déu. El santuari tornava a funcionar dos segles després en les campanyes de Yaqub ibn al-Layth as-Saffar; el turó és assenyalat com una muntanya sagrada i el sobirà del territori era el zunbil, considerat diví i que anava portat per 12 homes sobre un tron d'or. El santuari sembla que podria haver estat al nord-oest del Helmand, prop de Bishlang. Les operacions safàrides a partir del 867 i l'execució del zunbil el 871 van posar fi al culte de Zun i al poder dels zunbils. La seva menció desapareix i al segle x el país estava islamitzat.
El Zun era un déu separat del zoroastrisme i del budisme; podria estar relacionat amb el déu del Sol Adiya de Multan. El nom del sobirà Zunbil en la seva forma més antiga, Zun datbar hauria donat nom al país (Zamindawar); els xinesos l'anomenen Shun-ta i els clàssics eclesiàstics cristians l'anomenen Zundaber.